# Chiquilá
Chiquilá es una localidad del municipio de Lázaro Cárdenas en Quintana Roo, México, que está ubicada en el extremo nor-oriental de la península de Yucatán. Se sitúa en el litoral del Golfo de México, y su localización le permite ser el punto de enlace marítimo hacia Holbox, isla con importante afluencia turística. 
Chiquilá es un puerto que en los últimos 5 años se sustenta a base del turismo que la preciosa isla de Holbox atrae, se pueden encontrar servicios como tour en lanchas alrededor de Holbox, también podrás conocer el ojo de agua dulce llamado Yalahau. En el año 2017 y 2018 se construyeron 3 grandes y hermosos hoteles, al igual se puede encontrar departamentos que se rentan por noches muy confortables y económicos. 
En los meses de mayo hasta el mes de agosto anualmente este puerto se vuelve un puente para el avistamiento de tiburón ballena en este lugar se pueden encontrar embarcaciones que realizan esos tipos de servicios turísticos.
La principal actividad económica de la localidad es la pesca y el servicio de transportación de personas y mercancías hacia Holbox.